# Arianna Fontana
Arianna Fontana (* 14. April 1990 in Sondrio) ist eine italienische Shorttrackerin.

## Werdegang
Fontana begann ihre internationale Karriere bei den Juniorenweltmeisterschaften 2005 im Alter von 14 Jahren. Dort erreichte sie zwar in keinem Rennen das Finale, wurde aber dennoch im Oktober 2005 erstmals für den Shorttrack-Weltcup nominiert. Auch wenn sie in der Saison 2005/06 nie in einem Einzelfinale stand, gelangen ihr mit der italienischen Staffel gute Resultate, einmal standen sie als Dritte auf dem Podest.
Das Jahr 2006 begann für Fontana mit drei Großereignissen. Zunächst gewann sie eine Silbermedaille bei den Juniorenweltmeisterschaften, dann triumphierte sie mit der Staffel bei den Europameisterschaften. Dort erreichte sie außerdem zwei zweite Plätze über 500 Meter und im 3000-m-Superfinale sowie den dritten Platz über 1500 Meter. Im Mehrkampf gewann sie die Silbermedaille hinter Ewgenija Radanowa. Aufgrund ihrer guten Leistungen konnte sich Fontana auch für die Olympischen Spiele in Turin qualifizieren, wo sie als jüngste italienische Athletin bei diesen Spielen eine Medaille gewann. Diese erreichte sie zusammen mit Marta Capurso, Katia Zini, Mara Zini sowie der nicht eingesetzten Cecilia Maffei in der 3000-m-Staffel. Auch auf den weiteren Strecken schlug sich Fontana gut, unter anderem wurde sie Sechste über 1000 Meter. Wegen der Bronzemedaille wurde sie auch mit dem Verdienstorden der Italienischen Republik ausgezeichnet.
Nach den Olympischen Spielen lief das Jahr 2006 für Fontana weiterhin gut, sie erreichte mit dem Team bei den Teamweltmeisterschaften Rang vier und gewann bei den Shorttrack-Weltmeisterschaften 2006 Bronze in der Staffel. Auch in die Saison 2006/07 startete sie mit vielen guten Ergebnissen erfolgversprechend. Tatsächlich gelang ihr im 500-m-Weltcup der insgesamt zweite Rang, obwohl sie ihr bestes Rennen auf dieser Strecke nur als Dritte beendete. Bei den Großereignissen wechselten Fontanas Ergebnisse. Während sie bei der Juniorenweltmeisterschaft Gesamtelfte wurde und in keiner Disziplin das Finale erreichte, gewann sie bei den Seniorenweltmeisterschaften 2007 in Mailand die Silbermedaille über 500 Meter und wurde Gesamtfünfte. Auch bei den Europameisterschaften siegte sie mit der Staffel.
Im Shorttrack-Weltcup 2007/08 verpasste Fontana zwar in allen Einzelrennen die ersten drei Plätze, allerdings startete sie auch nicht in allen Rennen. Bei den Juniorenweltmeisterschaften 2008 gewann sie Silber mit der Staffel und Bronze im Superfinale über 1500 Meter.
Zudem feierte sie den Gesamtsieg im Mehrkampf bei den Europameisterschaften und gewann dort auch die 1500-m- sowie die 3000-m-Distanz. Bei den Weltmeisterschaften verpasste sie aber die Medaillenränge.
2009 gewann Fontana bei den Juniorenweltmeisterschaften in Sherbrooke über 500 m die Silbermedaille und konnte mit ihren Teamkolleginnen in der Staffel über 3000 m sogar siegen. Bei den Europameisterschaften in Turin der gleichen Saison belegte sie in der Gesamtwertung den ersten Platz. Diesen sicherte sie sich durch Siege über 500 m und 1000 m sowie den dritten Platz über 1500 m. Bei den Weltmeisterschaften ging sie hingegen leer aus.
Bei den Olympischen Spielen 2010 in Vancouver errang sie beim 500-m-Wettbewerb die Bronzemedaille. Die Europameisterschaften in Dresden schloss sie mit dem zweiten Platz in der Gesamtwertung ab. Die Einzelrennen über 500 m und 1500 m konnte sie für sich entscheiden und über 3000 m den dritten Rang belegen.
Bei den Weltmeisterschaften 2011 in Sheffield konnte Fontana über 500 m und 1000 m Silber gewinnen und sich somit die Bronzemedaille im Mehrkampf sichern. Den Mehrkampftitel bei den Europameisterschaften im selben Jahr in Heerenveen konnte sie sich mit deutlichem Vorsprung für sich entscheiden. Die Weltmeisterschaften 2012 in Shanghai konnte sie erneut mit der Bronzemedaille in der Gesamtwertung abschließen, nachdem sie in den Einzelrennen über 500 m und 3000 m den zweiten Rang erreicht hatte. Zusätzlich konnte sie in Mladá Boleslav bei den Europameisterschaften die Goldmedaille im Mehrkampf verteidigen. Mit der 3000-m-Staffel erreichte sie zusätzlich den dritten Rang. Den Gesamtweltcup über 500 m in der Saison 2011/12 konnte sie abschließend für sich entscheiden. Bei den Olympischen Spielen 2014 in Sotschi gewann sie über 500 m die Silbermedaille, nachdem die zweitplatzierte Engländerin nachträglich disqualifiziert wurde. Danach wurde sie über 1500 m Dritte, wie auch im Staffelwettbewerb über 3000 m.
In der Saison 2014/15 holte Fontana vier Weltcupsiege. Zudem wurde sie viermal Zweite und einmal Dritte damit erreichte sie den sechsten Platz im Weltcup über 500 m und den vierten Rang im Weltcup über 1500 m. Bei den Europameisterschaften 2015 in Dordrecht errang sie im Mehrkampf und mit der Staffel jeweils den vierten Platz. Im März 2015 holte sie bei den Weltmeisterschaften in Moskau über 500 m, 1000 m und mit der Staffel jeweils die Bronzemedaille, im Mehrkampf die Silbermedaille und über 1500 m die Goldmedaille. In der folgenden Saison siegte sie im Weltcup in Dresden und in Dordrecht jeweils mit der Staffel. Beim Saisonhöhepunkt den Weltmeisterschaften 2016 in Seoul wurde sie Fünfte mit der Staffel. Nach Platz drei über 500 m in Calgary zu Beginn der Saison 2016/17 errang sie zweimal über 500 m und zweimal mit der Staffel den zweiten Platz und errang abschließend den vierten Platz im Weltcup über 500 m. Bei den Europameisterschaften 2017 in Turin holte sie mit der Staffel, im Mehrkampf und über 1500 m jeweils die Goldmedaille. Zudem gewann sie das 3000-m-Superfinale. Ihr bestes Ergebnis bei den Weltmeisterschaften 2017 in Rotterdam war der vierte Platz über 1500 m. In der Saison 2017/18 kam sie in Budapest und in Shanghai jeweils auf den zweiten Platz über 500 m. Zudem errang sie in Shanghai über 1000 m und mit der Staffel jeweils den dritten Platz und erreichte den dritten Platz in der Weltcupwertung über 500 m. Bei den Olympischen Winterspielen 2018 in Pyeongchang gewann sie die Goldmedaille über 500 m. In der Staffel erreichte sie über 3000 m den zweiten Platz. Über 1000 m komplettierte sie ihren Medaillensatz mit der Bronzemedaille.
In der Saison 2019/20 belegte Fontana den neunten Platz im Weltcup über 500 m und den achten Rang im Weltcup über 1500 m. Dabei siegte sie in Nagoya mit der Staffel und errang dort den dritten Platz über 1500 m und den zweiten Platz über 500 m. Bei den Europameisterschaften 2020 in Debrecen gewann sie die Bronzemedaille über 1000 m und jeweils die Silbermedaille über 1500 m, im Mehrkampf und mit der Staffel.

## Persönliche Bestzeiten
- 500 m 42,033 s (aufgestellt am 27. November 2021 in Dordrecht)
- 1000 m 1:26,811 min (aufgestellt am 11. Februar 2022 in Peking)
- 1500 m 2:15,753 min (aufgestellt am 12. November 2016 in Salt Lake City)
- 3000 m 5:01,187 min (aufgestellt am 11. März 2012 in Shanghai)

## Weltcupsiege

### Weltcupsiege im Einzel
| Nr. | Datum             | Ort       | Disziplin |
| --- | ----------------- | --------- | --------- |
| 1.  | 29. Oktober 2011  | Saguenay  | 500 m     |
| 2.  | 29. Oktober 2011  | Saguenay  | 1500 m    |
| 3.  | 3. Dezember 2011  | Nagoya    | 500 m     |
| 4.  | 4. Dezember 2011  | Nagoya    | 1500 m    |
| 5.  | 11. Dezember 2011 | Shanghai  | 500 m     |
| 6.  | 11. Februar 2012  | Dordrecht | 500 m     |
| 7.  | 17. November 2013 | Kolomna   | 1000 m    |
| 8.  | 16. November 2014 | Montreal  | 500 m     |
| 9.  | 8. Februar 2015   | Dresden   | 500 m     |
| 10. | 14. Februar 2015  | Erzurum   | 1500 m    |
| 11. | 15. Februar 2015  | Erzurum   | 1000 m    |
| 12. | 30. Oktober 2021  | Nagoya    | 500 m     |

### Weltcupsiege im Team
| Nr. | Datum            | Ort          |
| --- | ---------------- | ------------ |
| 1.  | 4. Februar 2007  | Heerenveen 1 |
| 2.  | 4. Dezember 2011 | Nagoya 2     |
| 3.  | 7. Februar 2016  | Dresden 3    |
| 4.  | 14. Februar 2016 | Dordrecht 4  |
| 5.  | 1. Dezember 2019 | Nagoya 5     |